# Allas-Bocage
Allas-Bocage és un municipi francès situat al departament del Charente Marítim i a la regió de la Nova Aquitània. L'any 2007 tenia 186 habitants.

## Demografia

### Població
El 2007 la població de fet d'Allas-Bocage era de 186 persones. Hi havia 80 famílies de les quals 21 eren unipersonals (8 homes vivint sols i 13 dones vivint soles), 42 parelles sense fills i 17 parelles amb fills.
La població ha evolucionat segons el següent gràfic:
Habitants censats

### Habitatges
El 2007 hi havia 113 habitatges, 83 eren l'habitatge principal de la família, 9 eren segones residències i 21 estaven desocupats. 112 eren cases i 1 era un apartament. Dels 83 habitatges principals, 45 estaven ocupats pels seus propietaris, 23 estaven llogats i ocupats pels llogaters i 15 estaven cedits a títol gratuït; 1 tenia una cambra, 2 en tenien dues, 14 en tenien tres, 23 en tenien quatre i 42 en tenien cinc o més. 70 habitatges disposaven pel capbaix d'una plaça de pàrquing. A 33 habitatges hi havia un automòbil i a 47 n'hi havia dos o més.

## Economia
El 2007 la població en edat de treballar era de 119 persones, 97 eren actives i 22 eren inactives. De les 97 persones actives 84 estaven ocupades (39 homes i 45 dones) i 12 estaven aturades (7 homes i 5 dones). De les 22 persones inactives 7 estaven jubilades, 5 estaven estudiant i 10 estaven classificades com a «altres inactius».

### Ingressos
El 2009 a Allas-Bocage hi havia 74 unitats fiscals que integraven 182 persones, la mediana anual d'ingressos fiscals per persona era de 13.955 €.

### Activitats econòmiques
Dels 5 establiments que hi havia el 2007, 1 era d'una empresa de fabricació d'altres productes industrials, 3 d'empreses de construcció i 1 d'una empresa de transport.
Dels 3 establiments de servei als particulars que hi havia el 2009, 1 era un paleta, 1 fusteria i 1 electricista.
L'any 2000 a Allas-Bocage hi havia 24 explotacions agrícoles que ocupaven un total de 930 hectàrees.

## Poblacions properes
El següent diagrama mostra les poblacions més properes.